# Takuro Yajima
Takuro Yajima (Shiga, 28 maart 1984) is een Japans voetballer.

## Carrière
Takuro Yajima speelde tussen 2004 en 2008 voor Kawasaki Frontale en Shimizu S-Pulse. Hij tekende in 2009 bij Kawasaki Frontale.